# Cephonodes apus
Cephonodes apus là một loài bướm đêm thuộc họ Sphingidae. Nó được tìm thấy ởquần đảo của Bourbon và Mauritius.
Phía trên bụng có hai màu, trong màu xanh lá cây và ngoài màu đỏ.